# وسائل الإعلام الراديكالية
تعد وسائل الإعلام الراديكالية منافذ اتصال تقوم بتفتيت جداول الأعمال السياسية الموجهة نحو العمل باستخدام البنية التحتية الحالية للاتصالات ومستخدميها الداعم. يتم تمييز هذه الأنواع من وسائل الإعلام عن الاتصالات الجماعية التقليدية من خلال محتواها التقدمي والثقافتها الإصلاحية وعملية الإنتاج والتوزيع الديمقراطية. يدعم المدافعون عن وجهة نظرها البديلة والمعارضة لوسائل الإعلام ، بحجة أن المنافذ التقليدية منحازة سياسياً من خلال إنتاجها وتوزيعها. ومع ذلك ، هناك بعض النقاد الموجودين من حيث التحقق من صحة المحتوى ، وأيديولوجيته السياسية ، والقدرة على المدى الطويل ، والإجراءات الاجتماعية التي تقودها وسائل الإعلام.
تم تقديم مصطلح "وسائل الإعلام الراديكالية" من قبل جون دي. داونينج في دراسته عام 1984 عن التواصل المتمرد والحركات الاجتماعية التي تؤكد على النشاط السياسي والموجه نحو الأهداف للوسائط البديلة. تتجلى وسائل الإعلام الراديكالية النموذج الاجتماعي والسياسي الفردي والإنساني للسياسة الإنسانية. في حين أن تغطية هذا المصطلح تتزامن مع فروع أخرى من الوسائط البديلة ، وهي وسائل الإعلام التكتيكية والناشطة ، فإنها تختلف عن وسائل الإعلام التقليدية من حيث ممارساتها الإيديولوجية والسلوكية ، مما يجعل وسائل الإعلام الراديكالية مهمة من حيث تضخيمها للحركات الاجتماعية. يصف داونينج الوسائط الجذرية بأنها "صغيرة الحجم بشكل عام وفي العديد من أشكال مختلفة ، التي تعبر عن رؤية بديلة لسياسات الهيمنة ووجهات النظر. ومن ثم، يصنف المصطلح أشكالا مختلفة من وسائل الإعلام البديلة التقدمية والإصلاحية وما بعد المادية. بعض وسائل الإعلام التي تصنفها وسائل الإعلام الراديكالية تشمل ، على سبيل المثال لا الحصر ، وسائل الإعلام المجتمعية ، ووسائل الإعلام الطلابية ، والإعلام التكتيكي ، ووسائل الإعلام الثقافية الفرعية ، ووسائل الإعلام الحركية الاجتماعية ، وإعلام المواطن ، والصحافة البديلة. تؤكد المجموعات التي تندرج تحت وسائل الإعلام المتطرفة على قنوات المساواة التي تتميز بممارسات شاملة ومدفوعة بالعمل ومجازية وهامشية تتحدى وسائل الإعلام التقليدية.

## الوسائط التصويرية
إحدى طرق التحقيق في وسائل الإعلام البديلة المتطرفة هي من خلال "المواطنة النشطة". يجادل داونينج بأن ملكيتها الجماعية وأهدافها ومشاركتها تعمل على تمكين الموقف السياسي لوسائل الإعلام. في حين أن وسائل الإعلام تقلل من المشاركة الأوسع بسبب الإنتاج المكلف ، توفر وسائل الإعلام الراديكالية وسيلة أكثر ديمقراطية للاتصال ثنائي الاتجاه. عبارة رودريغيز - "إعلام المواطنين" تشرح بشكل أكبر تطور المواطنين المتمكنين من خلال المشاركة ذات الدوافع الذاتية. في نموذجها ، مثل Indymedia ، تعمل المشاركة الجماعية من خلال إعادة بناء البيئة الإعلامية على تمكين "المواطنة" والمجتمع.  في هذا الخطاب، يحدث الإدراك السياسي بشكل طبيعي من خلال التعليم الذاتي.
هذا التطور غير الهرمي والمعتمد على الذات للوعي السياسي يجسد قيمه الفوضوية ، والتي بدورها تحرر الإبداع الجماعي و "التعبير المتمرد" مما يؤدي إلى وسيلة اتصال أكثر ديمقراطية عند مقارنتها بوسائل الإعلام. مثل داونينغ، فإن معظم الذين يركزون على خطابه التشاركي يربطون عدم الوساطة ب "الديمقراطية المباشرة". إن صنع المعنى الراديكالي المعتمد على الذات من شأنه أن يحول مسافة السياسة التمثيلية عن القوى التقليدية.
ومع ذلك، يمكن القول إن الوساطة الديمقراطية المحايدة مستحيلة: عند دراسة الأهمية السياسية، يستكشف ليفرو الاصطدامات بين نظرية "السلوك التعاوني" التي تنظر إلى الحركات الاجتماعية التي تحركها الشعبية على أنها "سلوك غير عقلاني ومعد"، ونظرية "تعبئة الموارد" التي تصف وسائل الإعلام البديلة الراديكالية بأنها عقلانية اجتماعيا و "مدفوعة بالهدف المجتمعي".
لمعالجة هذه الحجج المتناقضة ، من الأهمية بمكان دراسة كيفية تطور هذه الوسائط أيديولوجيا وتداولها. تتجلى وسائل الإعلام البديلة الراديكالية من خلال النموذج الاجتماعي والسياسي الفردي والإنساني للحركات الاجتماعية الجديدة لعدم الوساطة. في السياسة، يفرض التحقيق الصحفي التعاوني "حملة دائمة" تحول الجماهير إلى "محلفين مواطنين"  استقصائيين. يشرح داونينغ الخطاب ب "سياسة مجازية" حيث يعكس التعبير الإعلامي ممارساتهم الاجتماعية والسياسية - "خطاب ملتزم".

## اساليب

### الإذاعة التشاركية
وقد استخدمت جماعات وسائط الإعلام الراديكالية الإذاعة المجتمعية التشاركية لتسهيل الوصول والمشاركة من جانب الجمهور الأوسع وبث أصواتهم البديلة في واحدة من أكثر وسائط الإعلام التقليدية. على غرار تلفزيون الوصول المجتمعي ، يخدم هذا النمط من وسائل الإعلام المجتمعات ذات التوجه الجغرافي ومصالحها المحلية. ومع ذلك ، غالبا ما يجذب الراديو مجموعات إعلامية راديكالية أصغر أو أحدث من التلفزيون ، حيث أن حاجز الدخول أقل بكثير. كما تتيح لهم إمكانية الوصول إلى الإنترنت إعداد بثهم بسهولة أكبر وتوسيع نطاق المنطقة من خلال خدمة جمهور أكثر عالمية.

### تلفزيون الوصول المجتمعي
للتلفزيون كوسيلة اتصال دور مهم في نشر الرسائل بشكل فعال إلى جمهور واسع. في حين أن العديد من البث التلفزيوني مملوك للقطاع الخاص ويديره ، فقد سنت الحكومات في جميع أنحاء العالم تشريعات لتعزيز التلفزيون الديمقراطي الذي يمكن الوصول إليه للجمهور لإنتاج المحتوى غير التجاري والبديل والموجه نحو المجتمع.
- تلفزيون الوصول العام
- تلفزيون دبلن المجتمعي
- تلفزيون مجتمع كورك
- التلفزيون المجتمعي
- التلفزيون المجتمعي التفاعلي

### وسائل الإعلام عبر الإنترنت
مع انتشار الوصول إلى الإنترنت والتقنيات بأسعار معقولة ، نمت وسائل الإعلام المتطرفة بسرعة في العقد الماضي. شجعت الطبيعة الديمقراطية والفورية للإنترنت ، وخاصة الويب 2.0 ، على تجريد بيئة الوسائط التقليدية التي كانت تقودها التكتلات الإعلامية ، مع السماح لمنتجي وسائل الإعلام المستقلة بالتواصل مع الجمهور على نطاق واسع مثل منافسيهم.
يسمح الإنترنت باتصال أسرع وأوسع بكثير بين منتجي وسائل الإعلام وجمهورهم. وتحث طبيعة هذا النمط على ظهور بيئة إعلامية بديلة وراديكالية تعمل على إصلاح وسائل الإعلام العامة التي كانت محتكرة في السابق. هذا النشاط الإعلامي التشاركي "ما قبل المجازي" والعملي على الإنترنت واضح في الموجة الثورية من أعمال الشغب المدنية في الربيع العربي. خلال الاحتجاجات، تم استخدام وسائل التواصل الاجتماعي بشكل فعال للتواصل والتنظيم والبقاء على اتصال مع بعضها البعض للوقوف ضد القمع الحكومي.
تعمل وسائل الإعلام عبر الإنترنت أيضا كميزة كبيرة للمجموعات الإعلامية الراديكالية لاستدامتها المالية والتنظيمية والمجتمعية لأنها تسمح بوصول أوسع إلى جماعات الضغط والأعضاء والأفراد.
أنماط ثقافية أخرى
ومع ذلك ، فإن وسائل الإعلام الراديكالية لا تقتصر على وسائل الاتصال التكنولوجية. يجادل داونينغ بأن "الطيف الكامل لوسائل الإعلام الراديكالية في الثقافات الحديثة يشمل سلسلة ضخمة من الأنشطة ، من مسرح الشارع والجداريات إلى الرقص والغناء". في حين أن الجماهير في الأنماط التقليدية لوسائل الإعلام ربما تكون أكثر تخصيصا، أو مستأنسة، فإن وسائل الإعلام الراديكالية غالبا ما تتشكل في الأنشطة الثقافية في المجال العام، مما يعزز جمهورا أكثر نشاطا واستقلالية.
- كراود فويس
- InSTEDD iLab أمريكا

## الرسومات والبلاغة البصرية
تعتمد محتويات الوسائط الراديكالية إلى حد كبير على التصميم الجرافيكي وآليات الاتصال المرئي الفنية التي تم استخدامها في منشورات ستينيات القرن العشرين تحت الأرض ، مثل كتالوج الأرض كلها ، ورقة حزب الفهود السود ، وأوز. في حين أن هناك عددا من الحركات الفنية السياسية التي استخدمتها وسائل الإعلام الراديكالية ، فإن العديد من مؤرخي الفن والمحللين الثقافيين يربطون أساليبهم الفنية إلى حد كبير بالتعبيرية والدادائية والسريالية والتشويش الثقافي الظرفي.
غالبا ما ينظر إلى الأجندة السياسية التي تحملها وسائل الإعلام على أنها متجذرة في حركة الفن السياسي الفوضوية في أوائل القرن 20 ، الدادائية ، التي ترفض التفكير المنطقي ، وتفرض اللاعقلانية والحدس. بينما ركزت الحركات الاجتماعية المبكرة على السياسة المناهضة للحرب ، تم توسيع استخدام الدادائية في وسائل الإعلام الراديكالية من أجل توضيح الأفكار المتعارضة للشركات والمؤسسات واللوائح بشكل نقدي. لانتقاد الثقافة والسياسة السائدة ، توظف وسائل الإعلام الراديكالية الالتفاف الظرفي الذي يعيد مزج ويغير محتويات وسائل الإعلام السائدة الحالية مثل الحملة السياسية والترفيه التجاري والثقافة الشعبية.

## انتقاد
في حين أن هذه النظرة المثالية قد تفسر وسائل الإعلام الراديكالية على أنها محررة طوباوية وحيدة ، يوجد تسلسل هرمي معكوس من أسفل إلى أعلى يستبعد البعض - يعكس وسائل الإعلام التقليدية. بالإضافة إلى ذلك ، فإن الاعتماد على هياكل السلطة الحالية أمر لا مفر منه ، حيث أن الإنتاج التكنولوجي (أي خوادم الاستضافة) يكون "داخل جدران التيار الرئيسي" من خلال خوادم الاستضافة وعند الوصول إلى جمهور أوسع.  علاوة على ذلك ، تحدث وسائل الإعلام المتطرفة بشكل أساسي في المناطق الغنية حيث يتم منح الوصول من خلال امتلاك تقنيات المعلومات والاتصالات المفاجئة التي "تعتبر أمرا مفروغا منه".  وبالمثل، فإن الطابع المادي لتسهيل التواصل المتبادل المكثف والحد من الوصول إلى المعلومات المؤسسية بسبب الموقف السياسي يمكن أن يكون عقبات أخرى أمام وسائل الإعلام الراديكالية.
"قابلية التلف" ، من ناحية أخرى ، هي قضية مستمرة يثيرها كل من المؤيدين والمعارضين. تتغير "السياقات والمعاني الثقافية" بسرعة، وتستوعب الاحتياجات الديمقراطية والحركة التي يطالب بها الجمهور. على الرغم من أن الإنترنت قد ساهمت بشكل كبير ، إلا أن استقلالية "تداول الأفكار" ليست مضمونة ، لأنها تفتقر إلى مصادر "موثوقة" للتمويل والتكنولوجيات.
يؤكد سيلفرستون على الحاجة إلى "فهم كيفية ظهور المعاني" في وسائل الإعلام وتدخلها من خلال الوساطة. إلى جانب المشاكل المذكورة أعلاه ، نميل إلى التغاضي عن قضايا الموثوقية السياقية عند التركيز على أهميتها السياسية.
يجادل داونينج بأن وسائل الإعلام الراديكالية هي "مجازية" سياسيا ، وتعرض الأيديولوجيات علنا "بطريقة شعبوية" باعتبارها "أداة نشطة". وبالتالي ، فإن الموثوقية تتعرض للخطر من خلال التفسير الذاتي لكلمة "عادي". يستكشف أتون وكولدري الأمر مقارنة بنظيره. في حين أن وسائل الإعلام تؤسس قوى رمزية تستند إلى الاحتراف والمتفرج المتقبل، فإن موثوقية وسائل الإعلام البديلة الراديكالية تأتي من المشاركة النشطة للجمهور، "المشاركة والتحرير"، حيث يشارك الجمهور في تشكيل القصة من خلال التفاعل مع المؤلفين.

## انظر ايضًا
- وسائل الإعلام البديلة
- وسائل الإعلام البديلة (اليسار السياسي الأمريكي)
- وسائل الإعلام البديلة (اليمين السياسي الأمريكي)
- صحافة المواطن
- إعلام المواطن
- راديو المجتمع
- وسائل الإعلام المستقلة
- النشاط الإعلامي
- الديمقراطية الإعلامية
- العدالة الإعلامية
- وسائل الإعلام الجماهيرية
- فتح النشر
- راديو القراصنة
- تلفزيون القراصنة
- وسائل الإعلام التكتيكية

### قنوات إعلامية متطرفة
- الديمقراطية الآن!
- المركز الإعلامي المستقل
- معلومات
- قائمة محطات التلفزيون المستقلة في الولايات المتحدة
- الأممية الجديدة
- أومي نيوز
- تشانولوجية المشروع
- أخبار إيجابية
- جمعية الإعلام المجتمعي
- تلفزيون العالم المستقل
- المركز الإعلامي المستقل

### الأكاديميون ذوو الصلة
كريس أتون
رودني بنسون
جون دي إتش داونينج
جان بورغيس